# Liste der Fahnenträger der äquatorialguineischen Mannschaften bei Olympischen Spielen
Die Liste der Fahnenträger der äquatorialguineischen Mannschaften bei Olympischen Spielen listet chronologisch alle Fahnenträger der äquatorialguineischen Mannschaften bei den Eröffnungs- (EF) und Abschlussfeiern (AF) Olympischer Spiele auf.

## Liste der Fahnenträger
| Mannschaft             | Veranstaltung | Fahnenträger (EF)   | Fahnenträger (AF) |
| ---------------------- | ------------- | ------------------- | ----------------- |
| 1984 in Los Angeles    | Sommerspiele  | Secundino Borabota  |                   |
| 1988 in Seoul          | Sommerspiele  | Manuel Rondo        |                   |
| 1992 in Barcelona      | Sommerspiele  | Ruth Mangue         |                   |
| 1996 in Atlanta        | Sommerspiele  | Gustavo Envela      |                   |
| 2000 in Sydney         | Sommerspiele  | Éric Moussambani    |                   |
| 2004 in Athen          | Sommerspiele  | Emilia Mikue Ondo   | Roberto Mandje    |
| 2008 in Peking         | Sommerspiele  | Emilia Mikue Ondo   | Emilia Mikue Ondo |
| 2012 in London         | Sommerspiele  | Bibiana Olama       | Bibiana Olama     |
| 2016 in Rio de Janeiro | Sommerspiele  | Reïna-Flor Okori    | Reïna-Flor Okori  |
| 2020 Tokio             | Sommerspiele  | Alba Mbo Nchama     | Volunteer         |
| 2020 Tokio             | Sommerspiele  | Benjamín Enzema     | Volunteer         |
| 2024 Paris             | Sommerspiele  | Sefora Ada Eto      | Volunteer         |
| 2024 Paris             | Sommerspiele  | Higinio Ndong Obama | Volunteer         |

Anmerkung: (EF) = Eröffnungsfeier, (AF) = Abschlussfeier

## Statistik
| Rang    | Sportart       | EF | AF | ∑  |
| ------- | -------------- | -- | -- | -- |
| 1       | Leichtathletik | 11 | 4  | 15 |
| 2       | Schwimmen      | 2  | 0  | 2  |
| 2       | Volunteer      | 0  | 2  | 2  |
| Gesamt: | Gesamt:        | 13 | 6  | 19 |

| Rang                   | Sportart | EF | AF | ∑ |
| ---------------------- | -------- | -- | -- | - |
| bisher keine Teilnahme |          |    |    |   |
| Gesamt:                | Gesamt:  | 0  | 0  | 0 |

| Rang    | Sportart       | EF | AF | ∑  |
| ------- | -------------- | -- | -- | -- |
| 1       | Leichtathletik | 11 | 4  | 15 |
| 2       | Schwimmen      | 2  | 0  | 2  |
| 2       | Volunteer      | 0  | 2  | 2  |
| Gesamt: | Gesamt:        | 13 | 6  | 19 |